# Ишанаварман I
Ишанаварман I (кхмер. ឦសានវរ្ម័នទី១, ум. 628) — правитель Ченлы (правил в период с примерно 612 до 628 года).

## Биография
Сын царя Махендравармана (Читрасены), престол унаследовал от отца.
Ишанаварман I избрал своей столицей Самборпрейкук, который был переименован в Ишанапуру («Город Ишаны»).
Он окончательно завоевал и покорил Фунань. При его правлении территория Ченлы достигла наибольших размеров: крайней западной её точкой был Чантабури у побережья Сиамского залива, а на севере прибавились территории западного Таиланда и южного Лаоса. Ишанаварман поддерживал дружеские отношения с Тямпой.
При Ишанавармане I развивались дипломатические отношения с Китаем, первое посольство Ченлы прибыло ко двору императора Суй в 616—617 годах. «История государства Суй» («Суй шу») Вэй Чжэна (581–643) упоминает о Ишанавармане I следующее: «Читрасена отделился от Фунани и подчинил её. Он умер. Ему наследовал его сын Ишанасена, он жил в городе Ишана». Согласно «Новой истории Тан» («Синь Тан шу»), «Царь-кшатрий Ишана подчинил Фунань и захватил её территорию в начале эпохи чжэньгуань (627–649)». «Суй шу» также сообщает, что рядом со столицей царства Ишанавармана есть гора Линцзябопо, на вершине которой построен храм, посвящённый духу Подоликоторому приносят человеческие жертвы. Храм постоянно охраняется тысячей воинов и сам царь каждый год поднимается в этот храм, чтобы ночью совершить человеческое жертвоприношение.
Ишанаварман был последним правителем своего государства, 628 год — последняя известная дата существования его государства. После его смерти в 628 году начались споры из-за престолонаследия, новым правителем стал Бхававарман II.